# تحت الرماد
تحت الرماد هي لعبة فيديو سورية، وهي لعبة عربية سورية ثلاثية الأبعاد استخدم في انجازها أحدث التقنيات، صمم اللعبة مجموعة من الشباب السوريين ودار الفكر في دمشق.

## بدايات
بدأ العمل في إنجاز هذه اللعبة عام 2000 م في دمشق ووضعت في محركات التشغيل عام 2001 م وتم تخديمها بشكل جيد ولها موقع خاص على الشبكة العالمية، وتتحدث اللعبة عن الصراع العربي الإسرائيلي وهناك معسكرات للمهاجمين ومستوطنات وقرى ومراحل مختلفة في فلسطين وجنوب لبنان وتبين اللعبة مراحل مختلفة وتتحدث عن انتفاضة الحجارة وتوضح الفرق بين العنف والدفاع عن النفس.
استخدم في تصميم وإنجاز لعبة تحت الرماد تقنيات عالية وثلاثية ألأبعاد في كافة أجزاء ومراحل اللعبة مؤثرات وأصوات والأمكنة والأبعاد والتضاريس والشخصيات المختلفة ويتضح في اللعبة التقنية في تجسيد الحركات والتعبير كأفضل مايكون، وقد تعرض الموقع المحرك للعبة للتخريب أكثر من مرة من جهات يرجح أن تكون إسرائيلية وحددت الجهة الرابطة والمخدمة للمخربين وأعيدت للعمل والتحميل خلال ساعات بعد إضافة تعديلات وحماية اللعبة بتقنيات أكبر، وشاركت اللعبة في عدة معارض في سوريا وفي عدد من الدول، نشرت اللعبة وحملت عبر آلاف المستخدمين في الدول العربية والعالم.
اللعبة من تصميم وإخراج رضوان قاسمية.

## مراحل تطور العمل في لعبة تحت الرماد
- 12 / 7 / 2000 دمشق، سوريا - بداية العمل في مشروع اللعبة الإلكترونية.
- 23 / 4 / 2001 عرض فكرة لعبة تحت الرماد للجمهور في يوم الكتاب العالمي.
- 24 / 4 / 2001 عرضت بشكل كامل في معرض الشام 2001 - دمشق.
- 08 / 5 / 2001 إضافة مرحلة جديدة للعبة (مرحلة الحرم القدسي)
- 16 / 5 / 2001 تقنيات جديدة في السيناريو النهائي للعبة
- 22 / 6 / 2001 عملية التشفير وحل مشاكل التشفير وفك التشفير للمراحل
- 01 / 7 / 2001 إصدار أول نسخة ديمو - المرحلة الرابعة من اللعبة.
- 15 / 7 / 2001 إنزال مرحلة جديدة للعبة (السجن)
- 19 / 7 / 2001 تصميم شخصيات جديدة
- 28 / 7 / 2001 تحميل مرحلة جديدة (مرحلة جنوب لبنان من اللعبة)
- 29 / 7 / 2001 ربط أول فيلم ثلاثي الأبعاد وربط المراحل بتقنية عالية جدا.
- 04 / 8 / 2001 تعرض الموقع لهجوم وتوقف لمدة 25 ساعة وأعيد كما كان
- 17 / 8 / 2001 تعرض موقع اللعبة لعملية اختراق.
- 19 / 8 / 2001 إعادة العمل وانطلاق الموقع
- 23 / 8 / 2001 إضافة تعديلات للموقع وتحميل تقنيات عالية.
- 29 / 8 / 2001 رسائل كثيرة للموقع إشادة وإعجاب باللعبة وانتشار بشكل كبير.

## وصلات خارجية
- الموقع الرسمي للعبة تحت الرماد